# Храм Архангела Михаила (Ракитное)
Храм Архангела Михаила — православный храм в селе Ракитное Харьковской области. Построен помещиками Куликовскими на территории родовой усадьбы.

## История
Первое упоминание о деревянном Архангело-Михайловском храме в слободе Ракитное, появляется в 1712 году. В 1762 году, на месте старого храма, построили, также деревянный храм. Современный каменный храм был построен в 1805 году за счёт Михаила Матвеевича Куликовского (1754—1832). Освящён храм был епископом Христофором. В 1936 году был проведён последний молебен, после чего храм стал местным клубом. После окончания Великой Отечественной войны служил складом, а потом совсем опустел. В 1989 году храм был передан верующим села и 13 ноября 1991 года храм был заново освящён, с тех пор он служит по своему прямому назначению.